# Fátima Mourão
Fátima Mourão Rabello (Rio de Janeiro, 28 de novembro de 1956) é uma atriz e dubladora brasileira.

## Biografia
Nascida na cidade do Rio de Janeiro, Fátima Mourão é considerada uma das grandes profissionais da dublagem brasileira e conta com mais de 40 anos de carreira como atriz e dubladora. Mourão já dublou personagens como She-Ra e Olívia Palito, além de ter dublado atrizes como Júlia Roberts (em Uma Linda Mulher) e Nicole Kidman (em O Pacificador).
| “               | Um dublador não precisa apenas que ter uma bela voz, precisa ter a formação de ator, ele vai representar aqueles personagens. Vai fazer uma atuação em cima de uma atuação já feita, em cima de um trabalho de ator já construído em vídeo. Ele ainda vai fazer uma adaptação em cima daquilo. | ” |
| — Fátima Mourão | |   |

Fátima começou a carreira como atriz e, aos 17 anos, começou a dublar no estúdio da Peri Filmes, no Rio de Janeiro. Passou por diversos estúdios, como a Herbert Richers e ficou por muito tempo na Telecine. Em 1981, também se tornou diretora de dublagem. Em 1984, lançou o primeiro curso de dublagem infantil na VTI Rio. No final dos anos 1990, se mudou para São Paulo, onde passou a dublar e dirigir. Em 2000, foi morar em Brasília, passando a dublar ocasionalmente no Rio e em São Paulo. Na década de 2010, Fátima se interessou em transformar Brasília em um polo de dublagem nacional, assim como o Rio de Janeiro e São Paulo. Para isso, começou a ministrar cursos de dublagem na cidade e a formar dubladores em Brasília. Em 2023, abriu o seu próprio estúdio de dublagem em Brasília, a Anima Filmes, que também oferece cursos de dublagem.